# Amphicyclotulus
Genre
Amphicyclotulus est un genre de mollusques terrestres tropicaux de la famille des Neocyclotidae.

## Description
Les espèces du genre Amphicyclotulus sont des mollusques cyclophoridés de petite taille à opercule corné multispiral dépourvu de liseré sur le bord extérieur. La coquille présente des stries de croissance et peut être ornée de cordons spiraux sur les premiers tours ou la totalité de la surface supérieure, voire sur la surface inférieure. L’ombilic est largement ouvert et le péristome n’est ni épaissi, ni réfléchi.

## Répartition
Ce genre est présent dans les Petites Antilles et à Porto Rico.

## Liste des espèces
Selon World Register of Marine Species (27 octobre 2024) :
- Amphicyclotulus acutiliratus (Drouët, 1859)
- Amphicyclotulus amethystinus (Guppy, 1868)
- Amphicyclotulus beauianus (Petit de la Saussaye, 1853)
- Amphicyclotulus dominicensis Bartsch, 1942
- Amphicyclotulus guadeloupensis Bartsch, 1942
- Amphicyclotulus liratus (Drouët, 1859)
- Amphicyclotulus martinicensis (Shuttleworth, 1857)
- Amphicyclotulus mineri Bartsch, 1942
- Amphicyclotulus perplexus Bartsch, 1942
- Amphicyclotulus portoricensis (O. Boettger, 1887)
- Amphicyclotulus rufescens (G. B. Sowerby I, 1843)
- Amphicyclotulus schrammi (Shuttleworth, 1857)

## Systématique
Le nom valide complet (avec auteur) de ce taxon est Amphicyclotulus Kobelt, 1912. Son espèce type est Amphicyclotulus rufescens (Sowerby, 1843).
Amphicyclotulus a pour synonymes :
- Amphicyclotulus (Amphicyclotulus) Kobelt, 1912
- Amphicyclotulus (Cycloblandia) Bartsch, 1942